# Балашов, Александр Дмитриевич
Алекса́ндр Дми́триевич Балашо́в иногда Балашёв (13 [24] июля 1770, Москва, Российская империя — 8 [20] мая 1837, Кронштадт, Санкт-Петербург, Российская империя) — русский государственный деятель из рода Балашовых, первый министр полиции (1810—1812), одновременно санкт-петербургский военный губернатор (1809—1812), генерал от инфантерии (1823), генерал-адъютант (1809).

## Биография
Родился в 1770 году в Москве. Сын сенатора, тайного советника Дмитрия Ивановича Балашова (19.10.1725 — 5.10.1790) и Матрёны Ивановны (20.03.1738—28.02.1807), урождённой Чаплиной. 4 октября 1775 года, согласно принятой в те годы практике, в возрасте пяти лет был записан в лейб-гвардии Преображенский полк фурьером. Через год произведен в каптенармусы, а в январе 1778 года семилетний Балашов стал сержантом. Образование получил в Пажеском корпусе: 1 июля 1781 года пожалован в пажи, а через шесть лет — в камер-пажи.

### Служба в армии
Службу начал 10 января 1791 года поручиком в лейб-гвардии Измайловском полку. За неимением средств (расходы в гвардии были значительными), 1 января 1795 года перевелся подполковником в армию и 4 марта был зачислен в Астраханский гренадерский полк. В 1797 году руководил формированием Казанского гарнизонного полка, который сам же и возглавил, получив 9 апреля 1798 года чин полковника. Военная карьера Александра Балашова развивалась успешно: 21 февраля 1799 года в возрасте 28 лет он, получив чин генерал-майора, стал комендантом Омской крепости и шефом Омского гарнизонного полка. Однако, 21 января 1800, чем-то не угодив генерал-прокурору, был отправлен в отставку.
19 ноября 1800 года Александр Дмитриевич Балашов был вновь принят на службу. 27 ноября стал Ревельским военным губернатором и шефом гарнизонного Маркловского (Ревельского) полка, получив задачу подготовить к обороне побережье Эстляндской губернии на случай нападения английского флота. 11 сентября 1802 уволен в отпуск, а 17 декабря назначен состоять по армии. 24 августа 1804 года назначен шефом Троицкого мушкетерского полка, который должен был отправиться из Крыма на Кавказ для войны с горскими народами. Не желая уезжать на Кавказскую войну, Балашов подал прошение об отставке «по домашним обстоятельствам», которое было удовлетворено 23 сентября.

### Обер-полицмейстер, военный губернатор, министр полиции
Уже 20 декабря 1804 года А. Д. Балашов был назначен московским обер-полицмейстером, с 24 ноября 1807 года исполнял обязанности генерал-кригскомиссара, а 23 марта 1808 года был назначен обер-полицмейстером Санкт-Петербурга. На этом посту он стал лично известен императору Александру I и заслужил его доверие и расположение.
2 февраля 1809 года был назначен Санкт-Петербургским военным губернатором и пожалован в генерал-адъютанты. Через полтора месяца — 28 марта — был произведен в генерал-лейтенанты. При нём было введено административное деление Санкт-Петербурга на 12 частей, территория города была расширена — образована Нарвская часть. Были обрамлены гранитом берега реки Мойки, освящён Казанский собор, основаны Институт корпуса инженеров путей сообщения и Царскосельский лицей, торжественно открыто здание биржи.
С учреждением 1 января 1810 года Государственного совета Балашов вошёл в его состав, 25 июля 1810 года был назначен министром полиции, сохранив при этом должность военного губернатора Санкт-Петербурга и членство в Государственном совете. В должности министра полиции являлся одним из главных противников государственного секретаря Михаила Михайловича Сперанского. В этом же году А. Д. Балашов становится почётным мастером стула петербургской ложи Палестина и получает (без ритуального принятия) высшие степени в ложе Соединённые друзья, где также становится почётным членом. Борьба различных масонских систем и установление контроля над масонством также являлось элементом борьбы со Сперанским. 17 марта 1812 года после разговора с Александром I Сперанский был отстранён от должности. Вечером того же дня министр полиции Балашов лично арестовал Сперанского и вручил ему предписание незамедлительно покинуть столицу и отправиться в ссылку в Нижний Новгород. Через одиннадцать дней, 28 марта 1812 года, Балашов был освобождён со своих постов, передал дела С. К. Вязмитинову и отправился вместе с Александром I в Вильно для подготовки к надвигающейся войне с Наполеоном.

### Наполеоновские войны 1812—1815 гг
Армия Наполеона перешла государственную границу Российской империи 12 июня 1812 года. На следующий день, 13 июня, Александр I направил А. Д. Балашова к Наполеону с письмом, в которым содержалось предложение вернуться к довоенному статус кво. Получив приказ явиться к Наполеону, Балашов находился в большом затруднении, так как свой генеральский мундир с орденами уже отправил на восток с обозом. Согласно графу Е. Ф. Комаровскому,

Государь приказывает ему у кого-нибудь достать для себя мундир и все, что ему нужно, и чтобы он непременно через час выехал, назначив находиться при Балашове полковника М. Ф. Орлова. Я жил тогда вместе с Александром Дмитриевичем. Он приходит домой в отчаянии, рассказывает мне все, что с ним случилось, говоря, что александровской лентой его ссудил граф П. А. Толстой. К счастью, мой обоз ещё не уехал, и я ему предложил мой генеральский мундир. Надобно было оный примерять; насилу мундир мой влез на Балашова, но нечего было делать; он решился его взять и обещался во все время есть насколько можно менее, чтобы похудеть.
На рассвете 14 июня прибыл на французские аванпосты в Россиенах. Сначала был принят неаполитанским королём Мюратом, затем маршалом Даву. 18 июня доставлен в Вильно к Наполеону. Французский император принял парламентёра в том самом кабинете, который неделю назад занимал российский император. Переговоры не дали результата. Существует легенда, что в конце разговора Наполеон иронично спросил Балашова о кратчайшей дороге до Москвы, на что Балашов ответил: «Есть несколько дорог, государь. Одна из них ведёт через Полтаву». 22 июня получил письмо от Наполеона к Александру I и отбыл из французского расположения.
По возвращении Балашов получил назначение оставаться при Александре I для поручений. 30 июня 1812 года он вместе с А. А. Аракчеевым и А. С. Шишковым подписал прошение к императору, призывавшее его оставить армию. Сопровождал императора в Москву и Петербург.
Балашов принял самое активное участие в организации народного ополчения. 5 августа 1812 года он участвовал в совете, выбравшем графа Кутузова главнокомандующим. 10 декабря направлен в Москву, чтобы оценить разрушения, произведённые здесь французами и пожаром.
1 января 1813 года Балашов в свите Александра I вновь приезжает в действующую армию. Сопровождал императора в сражениях при Лютцене, Бауцене, Дрездене и Кульме. Выполнял различные дипломатические поручения: например, в сентябре 1813 года он был послан в Лондон для вручения принцу-регенту орденов Андрея Первозванного, Александра Невского и Святой Анны 1-й степени, в качестве ответного жеста, Александру I был пожалован орден Подвязки. 15 декабря Балашов во Фрайбурге вновь присоединился к армии. В кампанию 1814 года участвовал в сражении при Бриене. С приближением войск коалиции к Парижу, готовился принять пост парижского генерал-губернатора. Но назначение не состоялось. Согласно воспоминаниям некоторых современников, Александр I охладел к нему и в течение 1814—1818 годов использовал Балашова лишь для выполнения дипломатических поручений. В частности, 28 февраля 1814 года Балашов был послан в Неаполь к Мюрату для заключения союзного договора. Подписал русско-неаполитанский союзный договор. С 1816 года Балашов состоит в свите императора «для особых поручений». Окончательное поражение Наполеона рождает массу проблем в послевоенном обустройстве Европы. В 1817 году отправляется с дипломатическим поручением к вюртембергскому двору, а оттуда — в Великое герцогство Баден, для содействия герцогу в спорном деле об определении границ его владений.

### Генерал-губернатор
В Россию Александр Дмитриевич Балашов возвращается только к началу 1818 года и принимает участие в обсуждении проекта об учреждении генерал-губернаторских округов. 15 октября 1819 года Балашов вновь возглавил Министерство полиции. На этот раз он был министром всего двадцать дней: 4 ноября 1819 года Министерство полиции было присоединено к Министерству внутренних дел. В этот же день Балашов был назначен генерал-губернатором Рязанского округа, в который вошли Воронежская, Орловская, Рязанская, Тамбовская и Тульская губернии. На этом посту он попытался на практике внедрить положения Государственной уставной грамоты (проекта конституции Российской империи). Разрешение на изменение способа управления губерниями Балашов получил в 1823 году. Для проведения эксперимента была избрана Рязанская губерния, где был создан губернский совет чиновников, в перспективе — основа для местного представительного органа. Кроме того, здесь, а также в Воронежской губернии была предпринята попытка полицейской реформы. Были учреждены должности губернских обер-полицмейстеров, которым подчинялись полиции всех городов губернии. В своей губернаторской деятельности Балашов основное внимание уделял совершенствованию делопроизводства, сбору налогов и выполнению повинностей, благоустройству, развитию просвещения; был одним из инициаторов сооружения памятника Дмитрию Донскому на Куликовом поле. 12 декабря 1823 года был произведен в генералы от инфантерии. В июне 1826 года входил в состав Верховного уголовного суда по делу декабристов.
Преклонный возраст, расстроенное здоровье, а также то, что новый император Николай I не слишком доверял экспериментам Балашова, заставили его просить об отставке. 10 марта 1828 года был снят с должности генерал-губернатора, при этом был оставлен членом Государственного совета.

### Старость
После отставки с поста генерал-губернатора Балашов фактически отходит от государственных дел. Несмотря на то, что 1 января 1830 года он был назначен в Сенат, а 11 июля 1832 года назначен членом Военного совета (оставаясь при этом членом Государственного совета), А. Д. Балашов основное время уделяет обустройству нового родового гнезда в деревне Покровское Шлиссельбургского уезда (ныне — деревня Шапки Тосненского района). 23 сентября 1834 года был уволен в отставку по болезни и следующие два года ездил по совету врачей с целью лечения на Урал (1835) и в Карлсбад (1836).
Весною 1837 года Александр Дмитриевич Балашов вновь собрался за границу на лечение, однако, прибыв в Кронштадт, 8 мая 1837 года скончался. Похоронен в усыпальнице в церкви Святого Покрова в селе Покровское.

## Награды
- Орден Святой Анны 3-й степени (29.05.1798)[9]
- Золотая табакерка с вензелем Его Императорского Величества Александра I (01.01.1803)
- Орден Святой Анны 1-й степени (19.08.1805)
- Орден Святого Владимира 3-й степени (22.09.1807)
- Алмазные знаки к ордену Святой Анны 1-й степени (30.08.1808)
- Золотая табакерка с алмазами и вензелем Его Императорского Величества Александра I (01.01.1809)
- Орден Святого Александра Невского (02.04.1811)
- Орден Святого Владимира 1-й степени (30.08.1814) — «за ревностную службу во все продолжение последней войны, в которую находился при особе Его Императорского Величества, и за точное исполнение возложенных важных поручений»
- Табакерка с алмазами от вдовствующей императрицы Марии Фёдоровны
- Высочайшее благоволение (05.01.1820) — за управление Министерством полиции
- Золотая табакерка с алмазами и портретом Его Императорского Величества Александра I (18.09.1824)
- Орден Святого Георгия 4-й степени (26.11.1826) — «за выслугу беспорочно от вступления в обер-офицерский чин 25 лет»
- Знак отличия беспорочной службы за XXXV лет (22.08.1829)
- Знак отличия беспорочной службы за XL лет (22.08.1834)
- Серебряная медаль «В память Отечественной войны 1812 года»
- Бронзовая медаль «В память Отечественной войны 1812 года»

Иностранные:
- Золотая табакерка с алмазами и вензелем короля прусского Фридриха Вильгельма III (01.01.1809)
- Баварский Военный орден Максимилиана Иосифа, командорский крест (1814) — за сражение при Бриенне
- Табакерка с портретом папы римского Пия VII (1815)
- Прусский орден Красного орла 1-й степени (1815)
- Баденский орден Верности (1817)
- Баденский орден Церингенского льва (1817)

## Личная жизнь
Александр Дмитриевич Балашов был дважды женат и имел пятерых детей.
1. жена (с 18 февраля 1799 года) — Наталья Антипатровна Коновницына (1782—21.03.1807[10]), дочь Антипатра Петровича Коновницына (1725—1786) от его брака с Феодосией Ивановной Мусиной-Пушкиной; двоюродная сестра генерала от инфантерии П. П. Коновницына и племянница знаменитого библиофила. Похоронена в своей вотчине в селе Подсосенье Александровского уезда. Дети:
  - Дмитрий Александрович (22.06.1801—08.02.1858), подполковник, умер от паралича в Париже, похоронен на Монмартре.
  - Анна Александровна (01.07.1804[11]—1824), была замужем за князем Алексеем Дмитриевичем Волконским (1798—1882).
2. жена (с 1808 года) — Елена Петровна Бекетова (1779—1823), одна из богатейших невест России, сестра знаменитого иконографа и издателя П. П. Бекетова, дочь полковника Петра Афанасьевича Бекетова (1732—1796) от брака со старшей дочерью крупного заводовладельца на Урале, миллионера купца Мясникова, Ириной Ивановной (1743—1823), на долю которой пришлось получить два завода и 19 тысяч душ крестьян. При выходе замуж, как и её сестра Кушникова, Елена Петровна получила от матери большое приданое. Став после второй женитьбы богатым человеком, Балашов в 1817 году приобрёл село Покровское в Шлиссельбургском уезде Санкт-Петербургской губернии. Поставив целью сделать из Покровского родовое гнездо, Балашов заложил большой пейзажный парк, построил усадьбу и новую церковь, в подвале которой была устроена родовая усыпальница. Елена Петровна в 1814 году была пожалована в кавалерственные дамы ордена Св. Екатерины (малого креста). Скончалась летом 1823 года в Рязани после семидневной горячки, где и погребена. Её мать в октябре 1823 года, умирая и оставляя своим холостым сыновьям состояние, приносившее 500 тысяч чистого дохода, словесно завещала раздать дочерям и их потомству 4500 душ, в том числе 3 сыновьям и мужу умершей Балашовой по 500 душ каждому. Однако, завещание это не было признано сыном её, камергером Петром Бекетовым, но позднее, когда он умер холостым, все его состояние перешло к его племянникам.
  - Мария Александровна (1809—29.08.1810)
  - Пётр Александрович (1811—1845), штабс-капитан, флигель-адъютант и камергер, отец Н. П. Балашова; был женат на Александре Ивановне (1821—1845), дочери генерал-фельдмаршала И. Ф. Паскевича.
  - Александр Александрович (1812—1854), капитан; был женат на графине Александре Васильевне Левашовой (1822—1880), дочери генерала В. В. Левашова.
  - Иван Александрович (1815—1841), штабс-ротмистр Кавалергардского полка, убит на Кавказе.

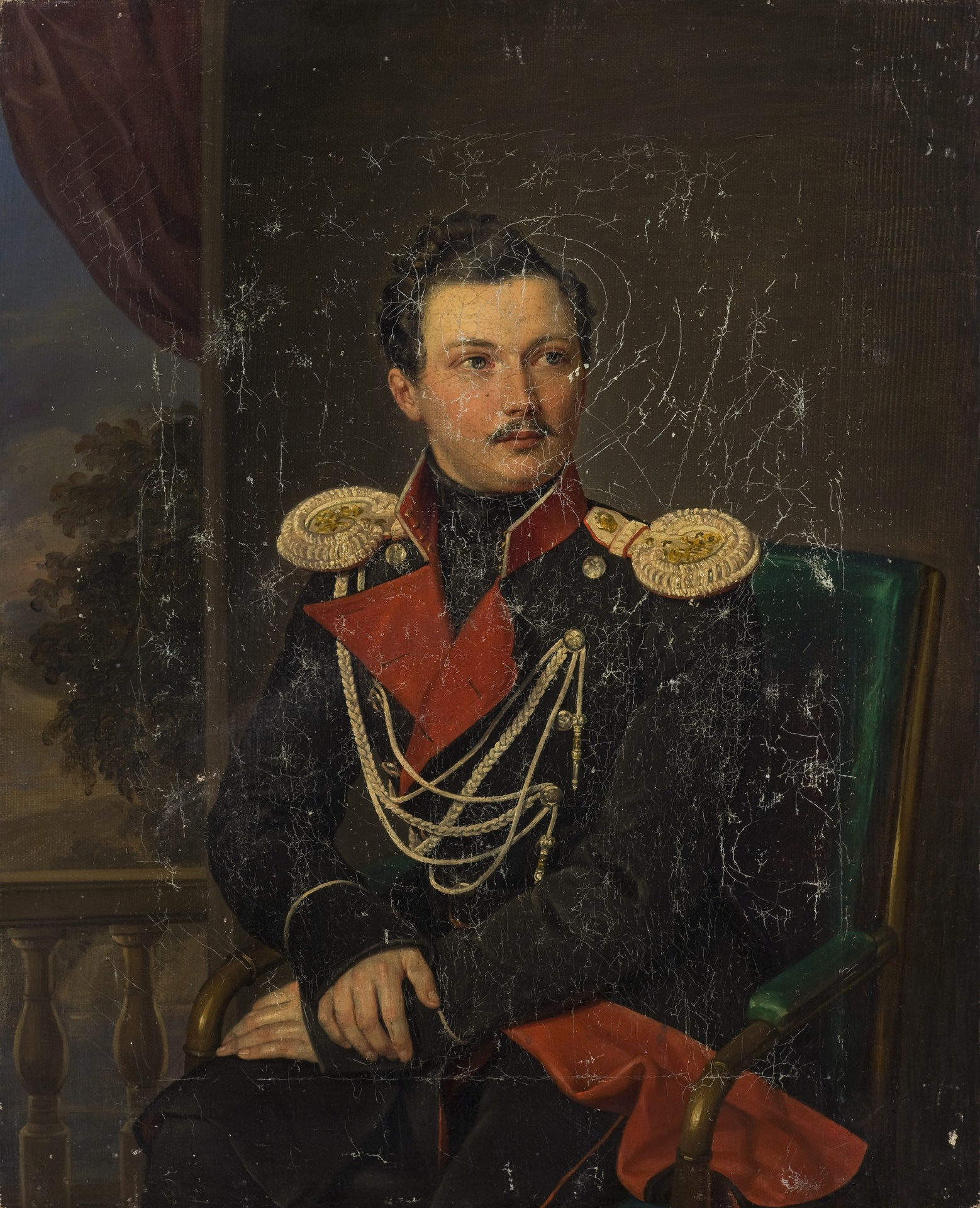
Портрет Петра Александровича работы П. Н. Орлов, около 1838 г.
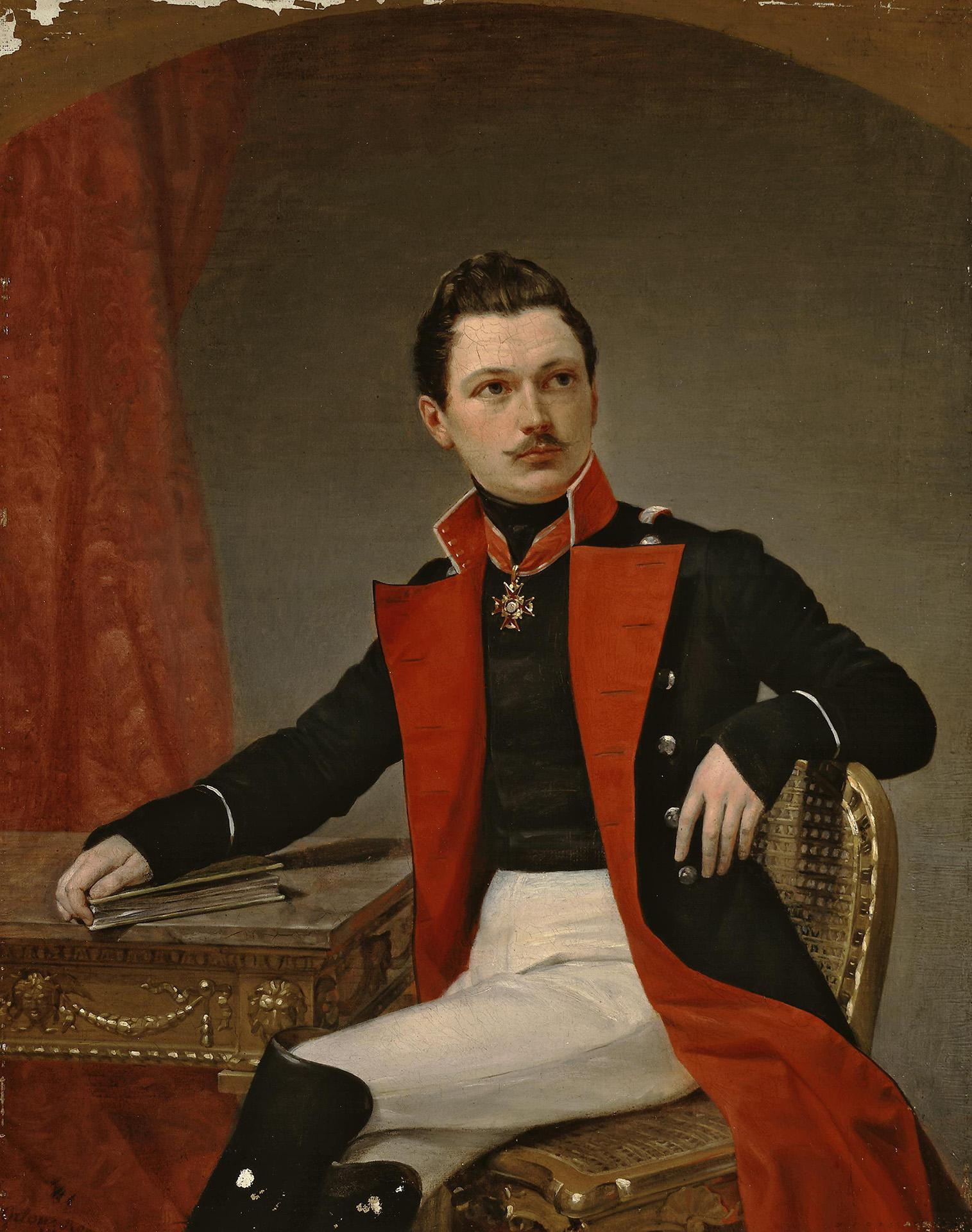
Портрет Петра Александровича работы П. Н. Орлов, около 1843 г.
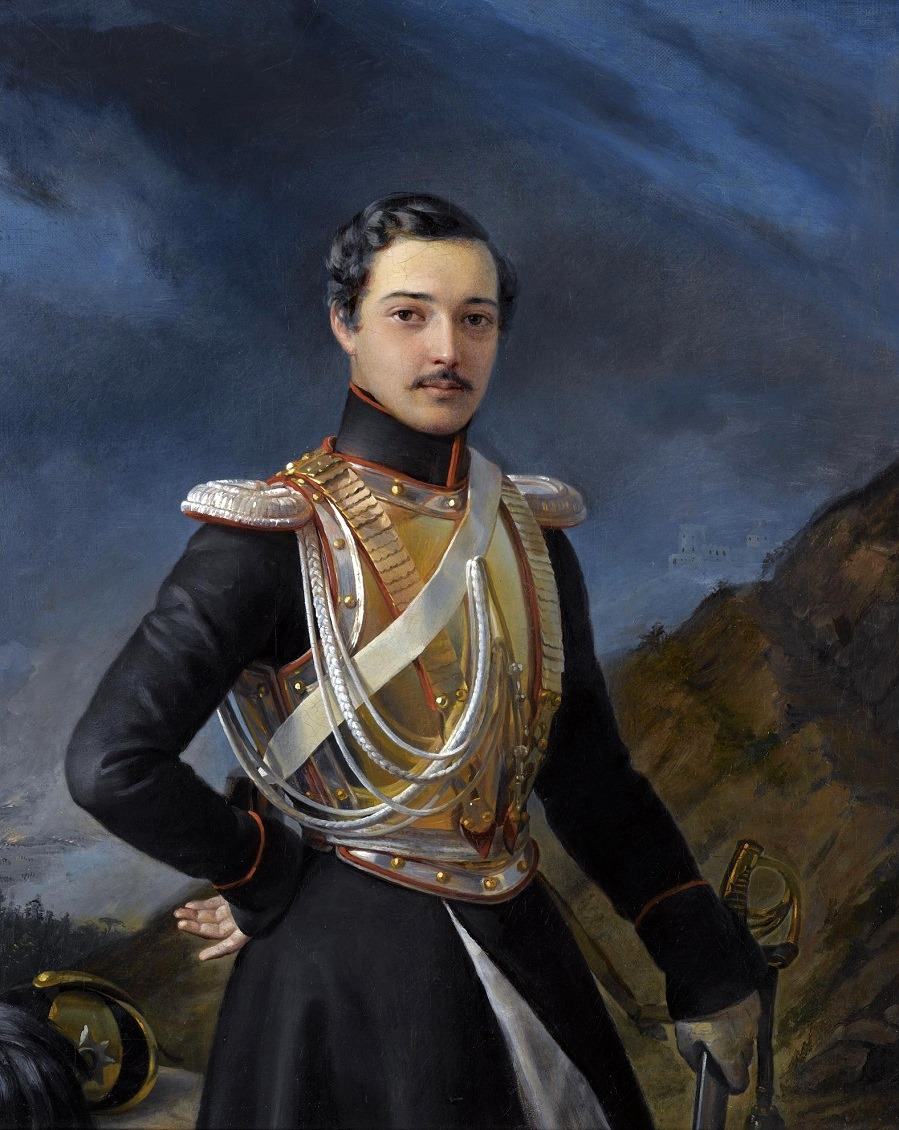
Портрет Ивана Александровича работы П. Н. Орлов, 1839 г.

## Память о Балашове
А. Д. Балашов — автор воспоминаний, часть которых была напечатана в «Историческом вестнике» в мае 1883 года под названием «Свидание с Наполеоном». Полностью мемуары Балашова не публиковались.
В полное собрание сочинений Пушкина вошло письмо к А. Д. Балашову. Поэт ходатайствовал за своего близкого друга П. В. Нащокина, желавшего купить у Балашова участок земли.
С. Н. Глинка, приветствуя деятельность А. Д. Балашова по сооружению памятника на Куликовом поле и желая сподвигнуть его на совершение добрых и патриотических дел, посвятил ему стихотворение: «Почтенный Балашов! И ныне В щастливейшей живут судьбине Пять областей, тебе царем В твое врученных попеченье…» и т. д..
В романе-эпопее Л. Н. Толстого «Война и мир» подробно описана миссия Балашова по доставке письма Александра I Наполеону и его переговоры с французским императором.

## Образ в кино
- «Война и мир» (СССР, 1967) — актёр Родион Александров
- Война и мир (Великобритания, телесериал, 1972) — актёр Майкл Говер[англ.]